# Silvareccio
Silvareccio est une commune française située dans la circonscription départementale de la Haute-Corse et le territoire de la collectivité de Corse. Le village appartient à la piève d'Ampugnani, en Castagniccia.

## Urbanisme

### Typologie
Au 1er janvier 2024, Silvareccio est catégorisée commune rurale à habitat dispersé, selon la nouvelle grille communale de densité à sept niveaux définie par l'Insee en 2022.
Elle est située hors unité urbaine. Par ailleurs la commune fait partie de l'aire d'attraction de Bastia, dont elle est une commune de la couronne,. Cette aire, qui regroupe 93 communes, est catégorisée dans les aires de 50 000 à moins de 200 000 habitants,.

### Occupation des sols
L'occupation des sols de la commune, telle qu'elle ressort de la base de données européenne d’occupation biophysique des sols Corine Land Cover (CLC), est marquée par l'importance des forêts et milieux semi-naturels (96,1 % en 2018), une proportion identique à celle de 1990 (96,1 %). La répartition détaillée en 2018 est la suivante : 
forêts (80,6 %), milieux à végétation arbustive et/ou herbacée (15,5 %), zones agricoles hétérogènes (3,9 %). L'évolution de l’occupation des sols de la commune et de ses infrastructures peut être observée sur les différentes représentations cartographiques du territoire : la carte de Cassini (XVIIIe siècle), la carte d'état-major (1820-1866) et les cartes ou photos aériennes de l'IGN pour la période actuelle (1950 à aujourd'hui).

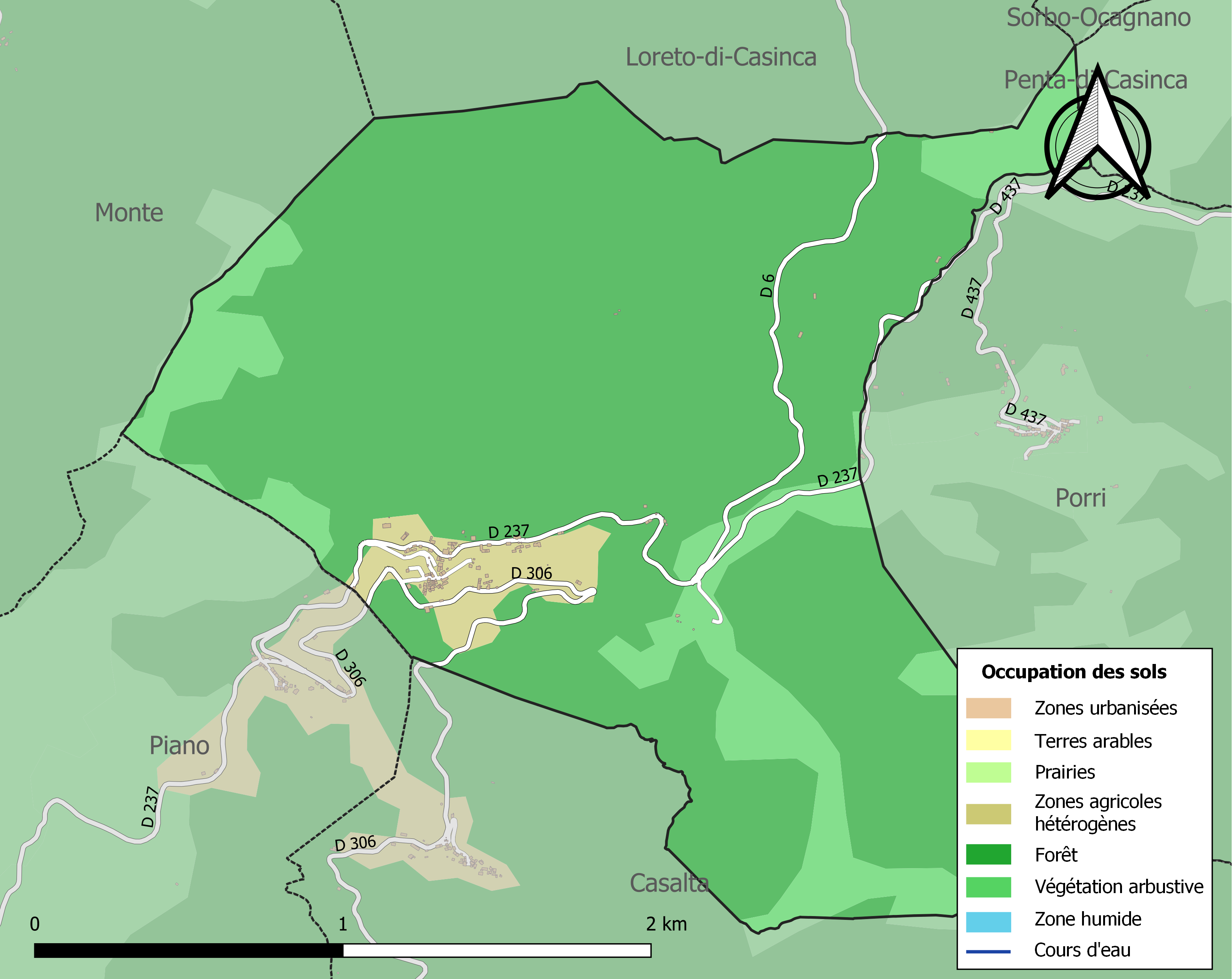
Carte des infrastructures et de l'occupation des sols de la commune en 2018 (CLC).

## Toponymie
Le nom corse de la commune est u Silvarecciu /u zilvaˈrɛt͡ʃu/. Ses habitants sont les Silvariccinchi.

## Histoire
Pendant l'occupation italienne de novembre 1942 à septembre 1943, le village  fut selon les journaux de la résistance une pépinière de héros. A l'occasion des combats qui eurent lieu  dans la région pour la Libération de la Corse en septembre 1943 un bar du village servit de poste de secours

## Politique et administration

### Liste des maires
| Période                                  | Période   | Identité                            | Étiquette | Qualité                     |
| ---------------------------------------- | --------- | ----------------------------------- | --------- | --------------------------- |
| maire en 1834                            | ?         | M. Alerini                          |           | Conseiller d'arrondissement |
| maire en 1911                            | ?         | Joseph Cunéo                        |           |                             |
| avant 1995                               | ?         | Pierre Pietrucci                    | DVD       |                             |
| 1995                                     | 2001      | Eugène Giannorsi                    |           |                             |
| mars 2001                                | mars 2014 | Antoine-Alain Ciavaldini dit "Toni" |           |                             |
| mars 2014                                | En cours  | Ange Straforelli                    | DVD       | Retraité                    |
| Les données manquantes sont à compléter. |           |                                     |           |                             |

## Démographie
L'évolution du nombre d'habitants est connue à travers les recensements de la population effectués dans la commune depuis 1800. Pour les communes de moins de 10 000 habitants, une enquête de recensement portant sur toute la population est réalisée tous les cinq ans, les populations de référence des années intermédiaires étant quant à elles estimées par interpolation ou extrapolation. Pour la commune, le premier recensement exhaustif entrant dans le cadre du nouveau dispositif a été réalisé en 2005.

En 2022, la commune comptait 100 habitants, en évolution de −21,26 % par rapport à 2016 (Haute-Corse : +5,15 %, France hors Mayotte : +2,11 %).
| 1800 | 1806 | 1821 | 1831 | 1836 | 1841 | 1846 | 1851 | 1856 |
| ---- | ---- | ---- | ---- | ---- | ---- | ---- | ---- | ---- |
| 416  | 435  | 474  | 457  | 462  | 463  | 480  | 501  | 521  |

| 1861 | 1866 | 1872 | 1876 | 1881 | 1886 | 1891 | 1896 | 1901 |
| ---- | ---- | ---- | ---- | ---- | ---- | ---- | ---- | ---- |
| 545  | 601  | 585  | 545  | 525  | 644  | 632  | 582  | 641  |

| 1906 | 1911 | 1921 | 1926 | 1931 | 1936 | 1946 | 1954 | 1962 |
| ---- | ---- | ---- | ---- | ---- | ---- | ---- | ---- | ---- |
| 531  | 587  | 589  | 547  | 573  | 596  | 259  | 283  | 184  |

| 1968 | 1975 | 1982 | 1990 | 1999 | 2005 | 2006 | 2010 | 2015 |
| ---- | ---- | ---- | ---- | ---- | ---- | ---- | ---- | ---- |
| 173  | 98   | 73   | 77   | 97   | 119  | 117  | 116  | 126  |

| 2020 | 2022 | - | - | - | - | - | - | - |
| ---- | ---- | - | - | - | - | - | - | - |
| 106  | 100  | - | - | - | - | - | - | - |

## Culture locale et patrimoine

### Lieux et monuments

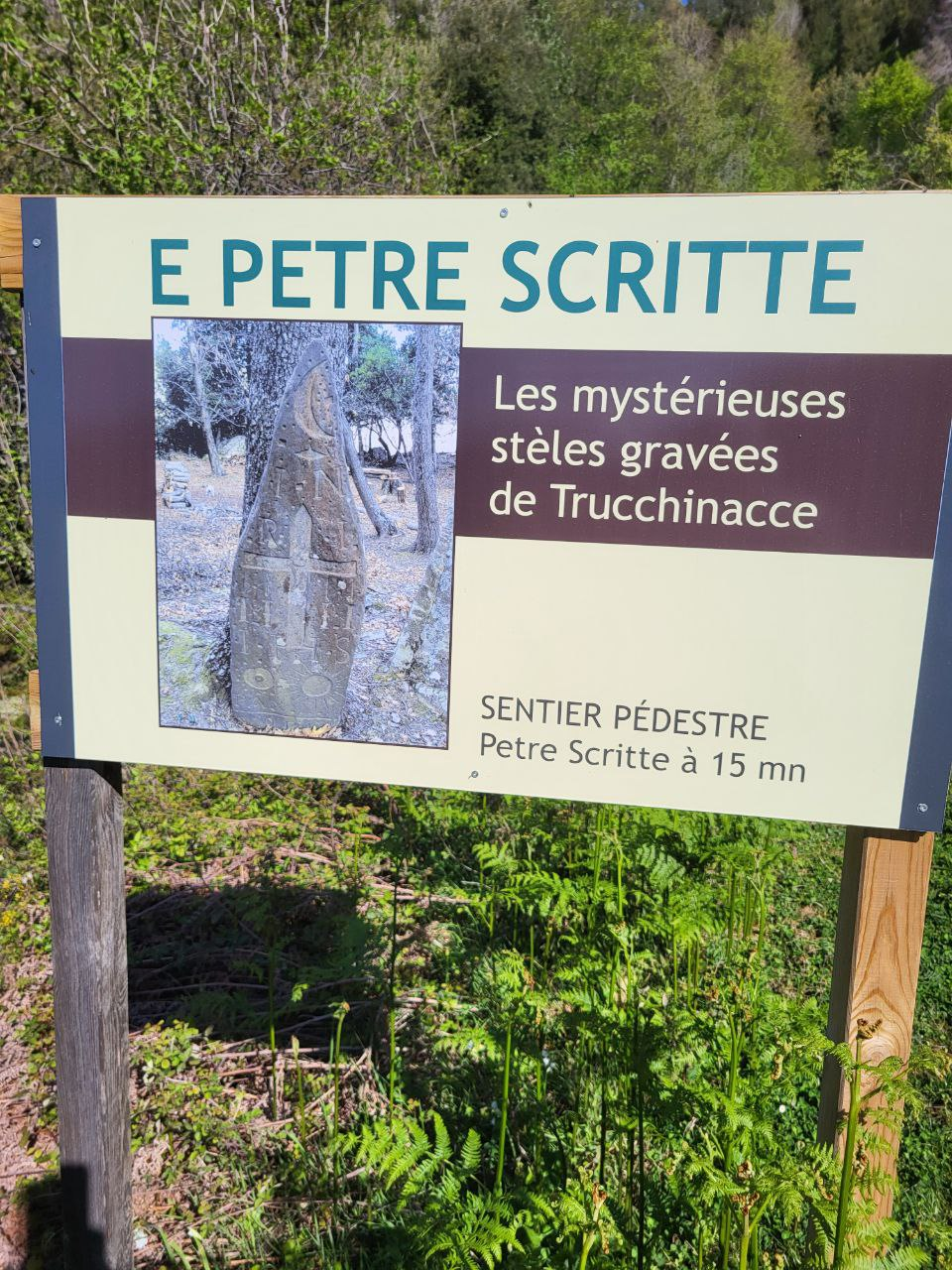
début du sentier menant à la clairière

Le pietre scrite (les pierres gravées) un lieu de rassemblement des pinnudi
un des derniers groupes de Carbonari de la région selon l'historien Olivier Bianconi (voir Carbonarisme).

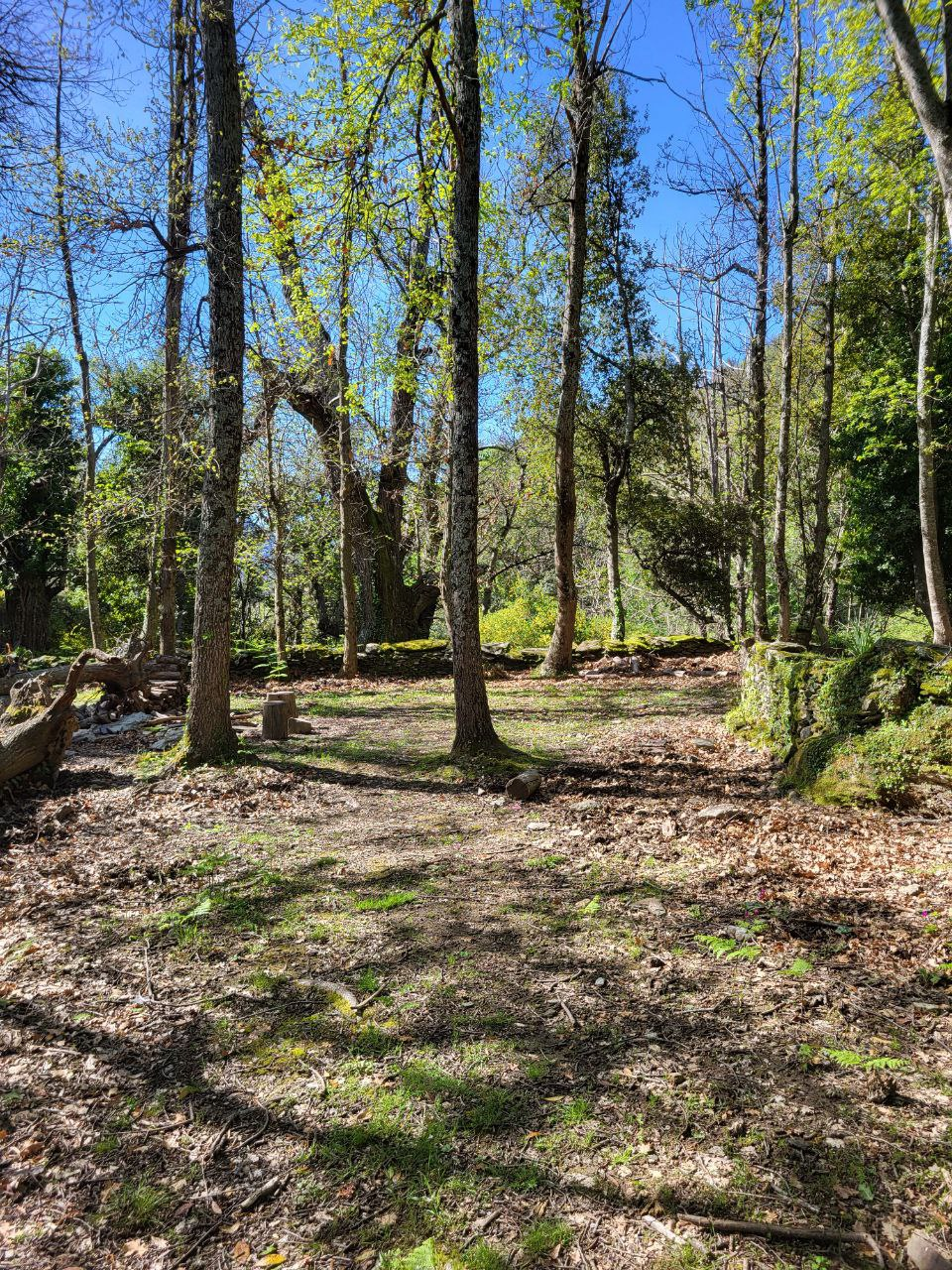

La clairière où se réunissaient les pinnudi aux alentours des années 1850 se situe entre les communes de Casalta, Piano et Silvareccio

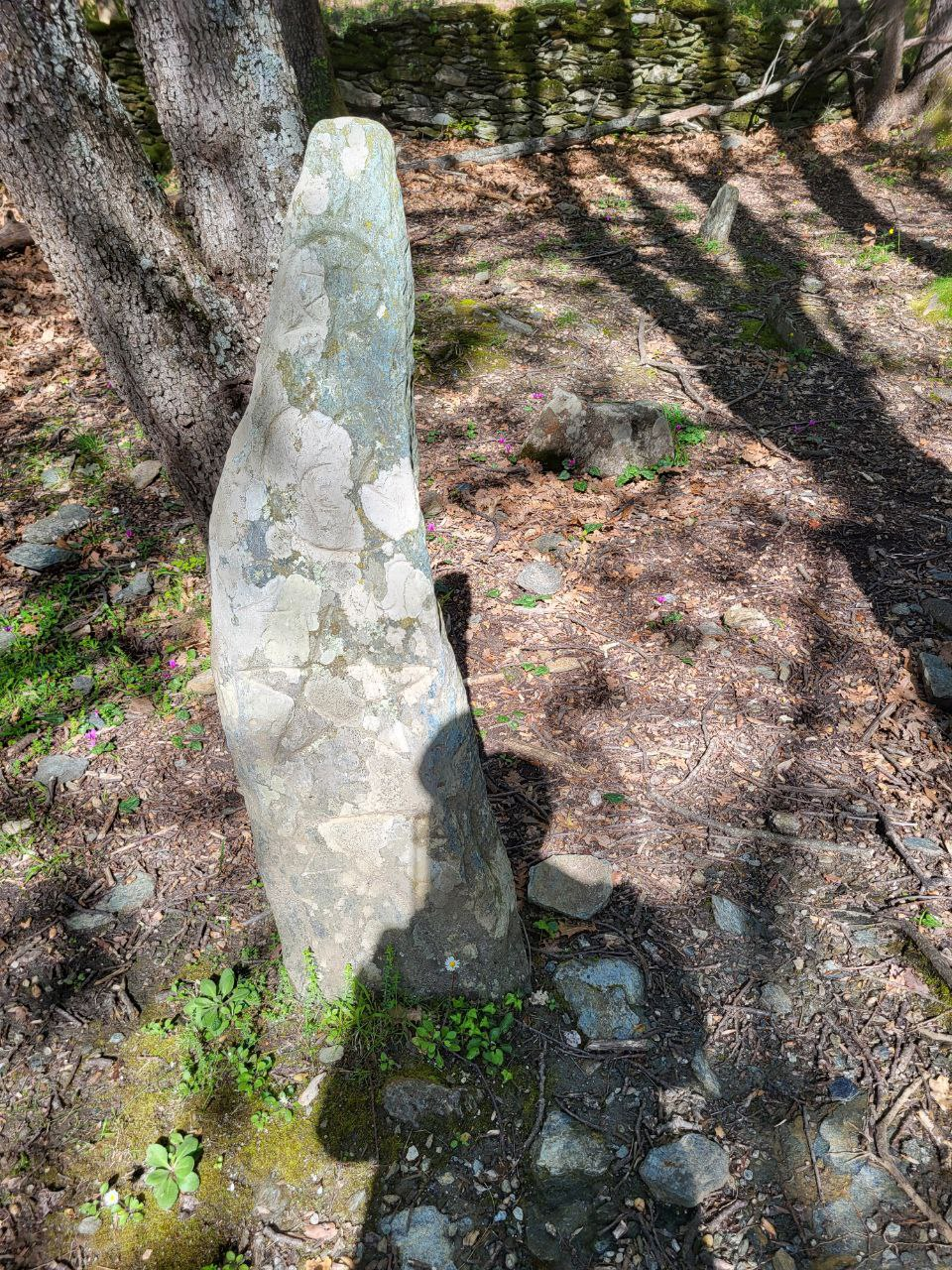
pierre gravée dans la clairière

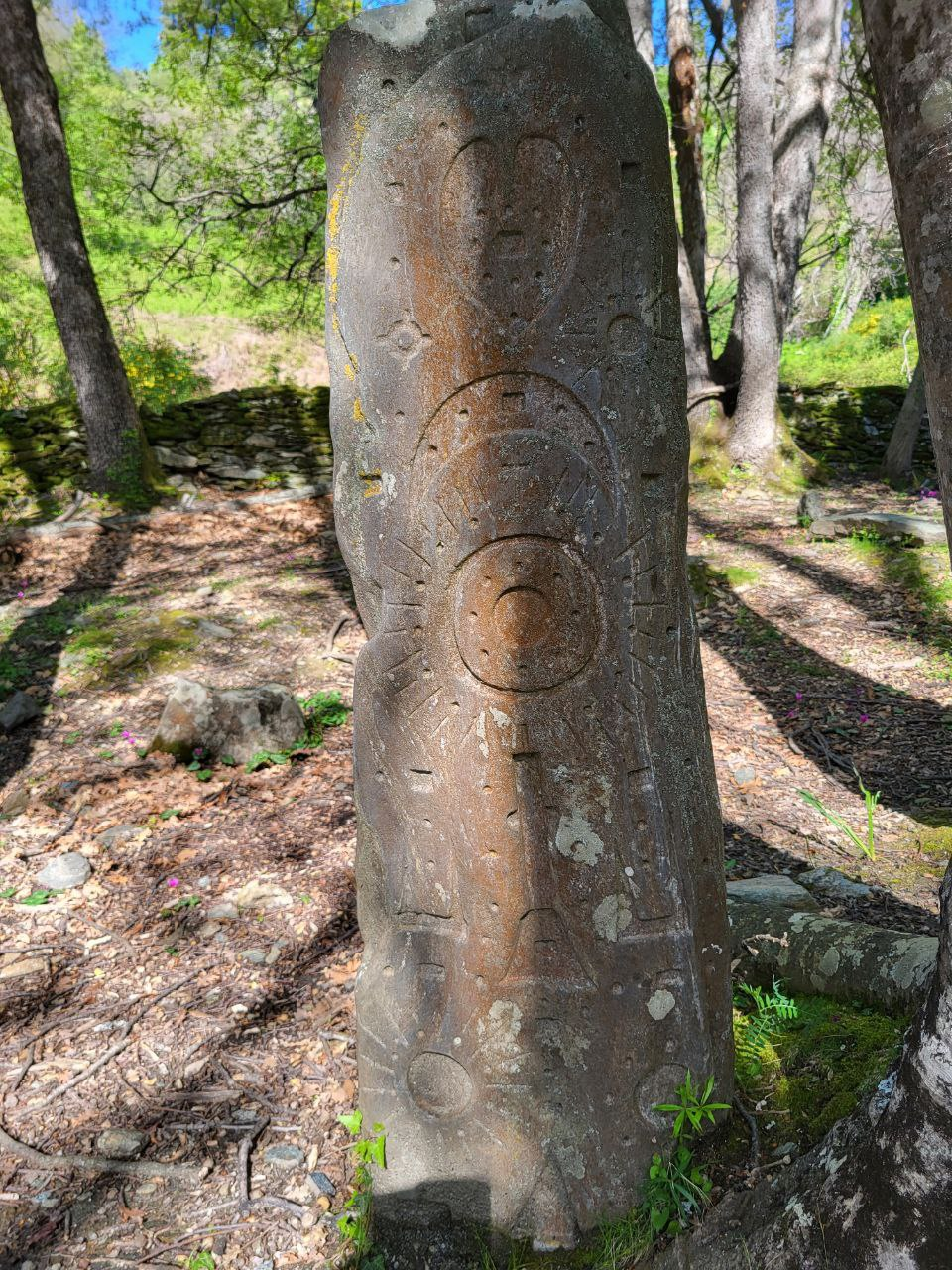
pierre gravée

des pierres gravées ont été installées le long des routes menant aux 3 villages, certaines ont été retirées du site et déposées chez les habitants

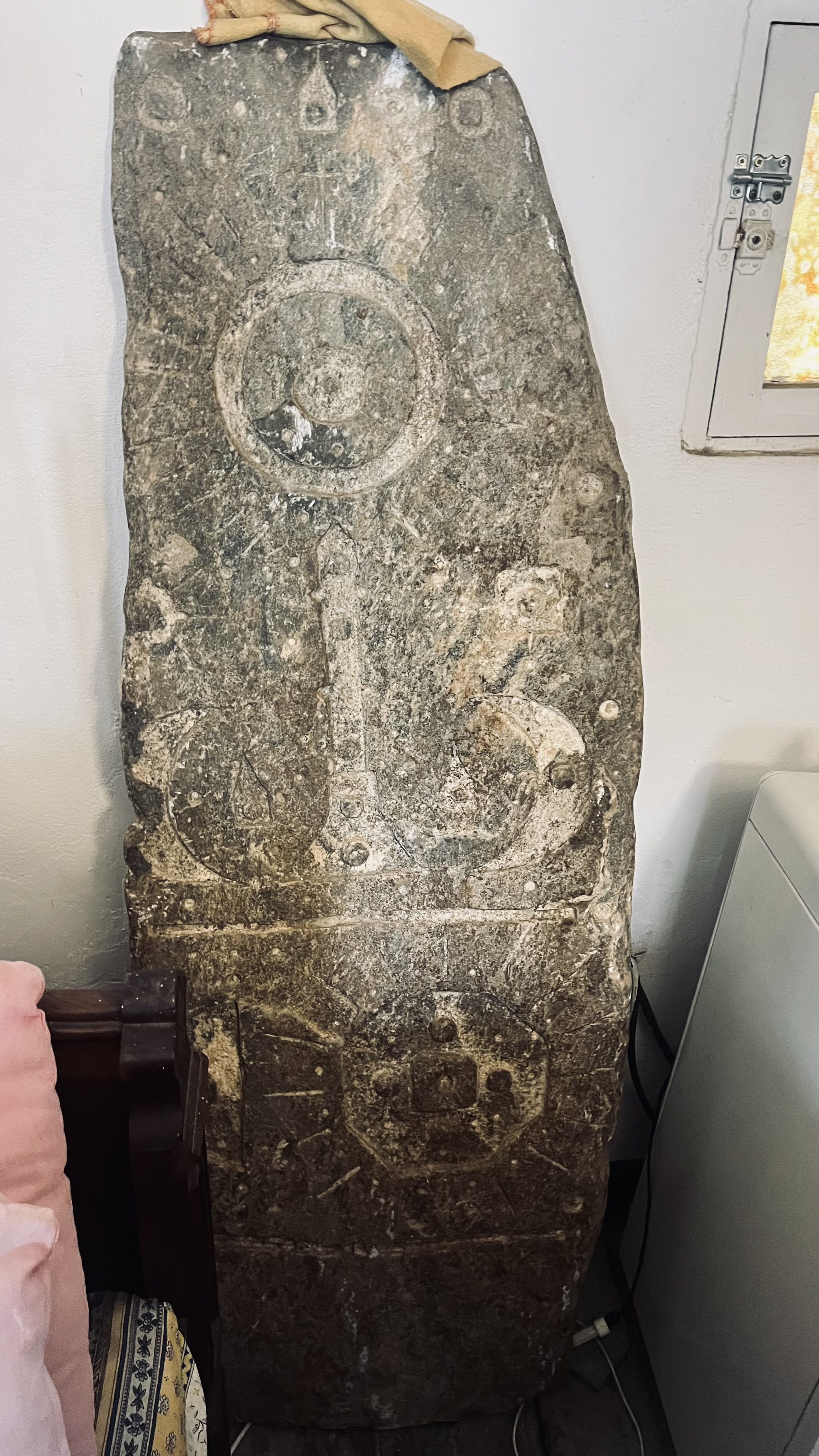
Pierre conservée chez un habitant

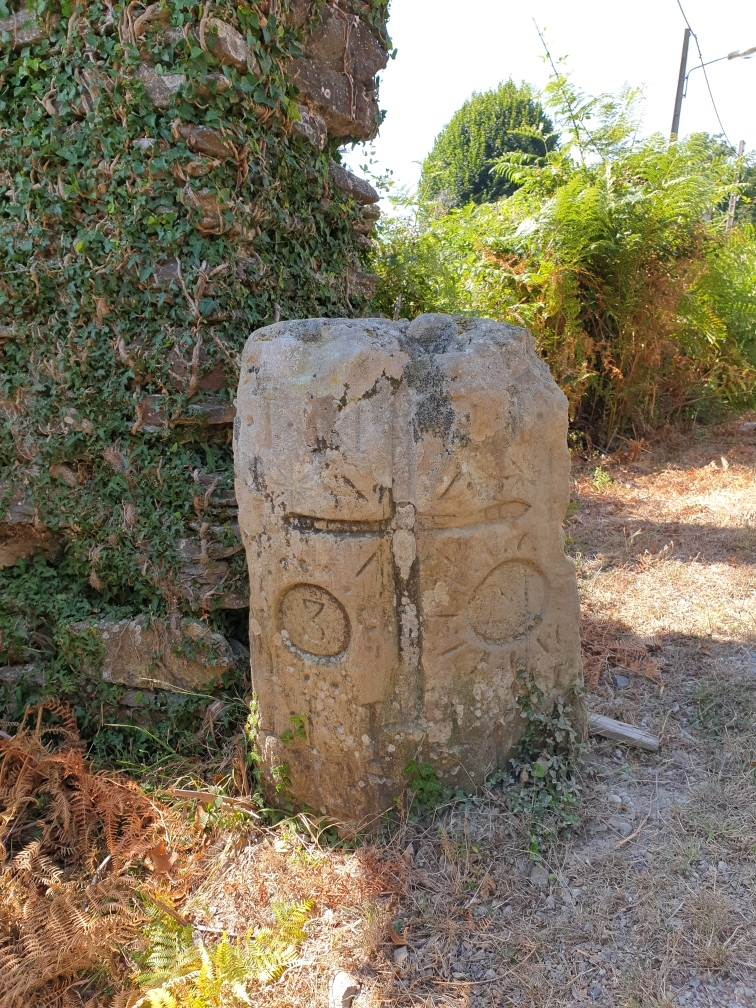

- Église Saint-Sébastien de Silvareccio. Elle est inscrite à l'Inventaire général du patrimoine culturel[14]. Son clocher a été restauré sous le mandant d'Eugène Giannorsi.

### Personnalités liées à la commune
- Dominique Vincetti, résistant[15].
- Paul-Hyacinthe Arrighi , résistant[16].
- Noel Agostini , résistant[17].
- Charles Alerini, militant anarchiste.